# 街場の戦争論
『街場の戦争論』（まちばのせんそうろん）は、内田樹が著した政治論、社会批評。

## 概要
2014年10月24日、ミシマ社より発売された。装丁は鈴木成一デザイン室。
本書はミシマ社の「シリーズ 22世紀を生きる」の第4弾として刊行された。2014年夏に内田が同社の編集者に向かって話したもののテープ起こしが本書のもとになっている。内田はあとがきの謝辞でこう述べている。「話を聞きにくるたびに、いつも僕の話に『おおお』と感動のリアクションをして僕を『いい気分』にさせてくれた三島邦弘くんとミシマ社のみなさんにお礼を申し上げます。みなさんの『おおお』に乗せられて、ほんとうにいろいろなことを思いつきました」
本書の刊行に併せて『週刊プレイボーイ』2014年12月15日号（発売日・12月1日）が内田にインタビューを行っている。インタビュー記事はのちに内田のブログに転載されている。